# Takaaki Kajita

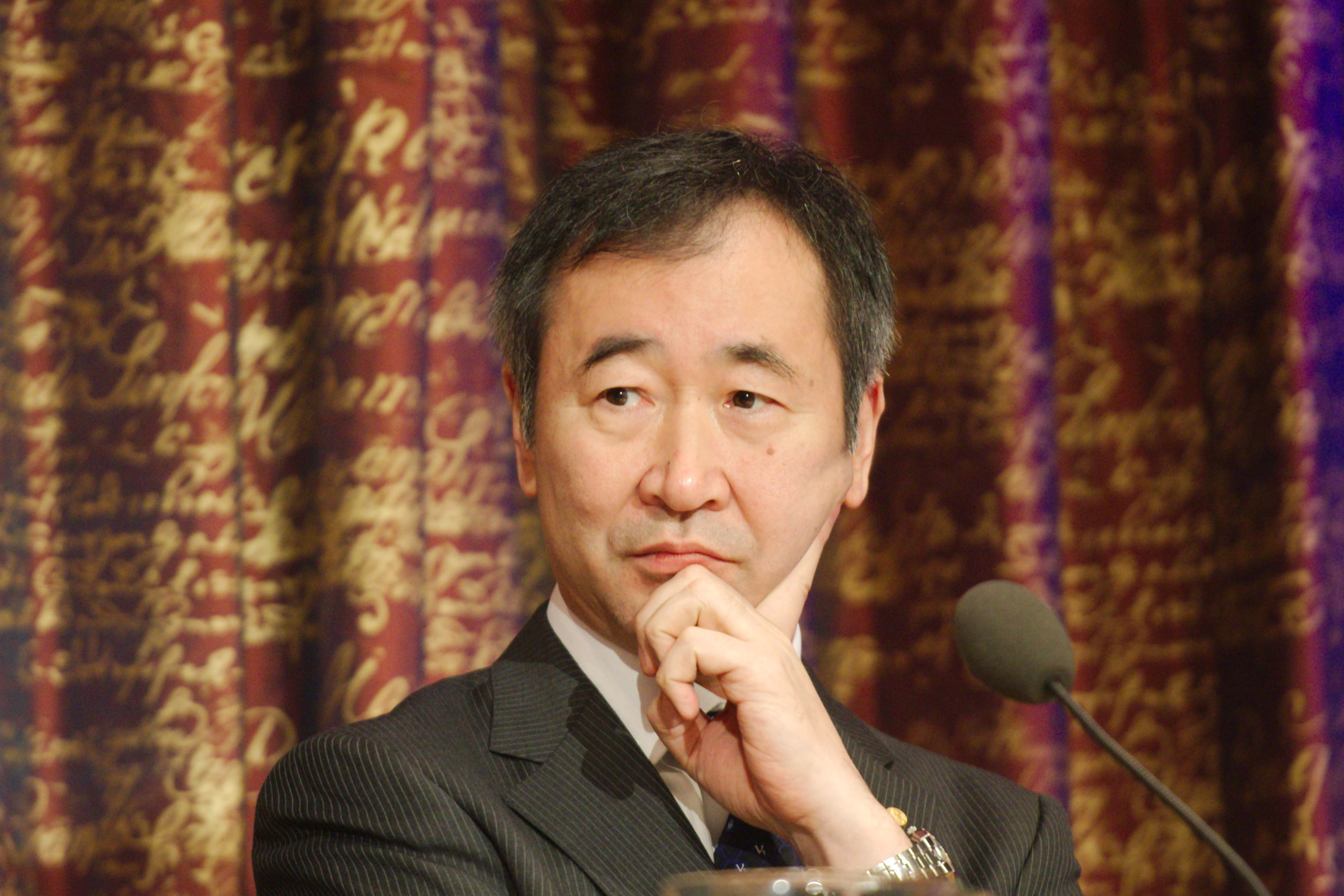
Takaaki Kajita (2015)

Takaaki Kajita (japanisch 梶田 隆章, Kajita Takaaki; * 9. März 1959 in Higashimatsuyama) ist ein japanischer Physiker, bekannt für Neutrinoexperimente am Kamiokande und dessen Nachfolger Super-Kamiokande. 2015 wurde ihm „für die Entdeckung von Neutrinooszillationen, die zeigen, dass Neutrinos eine Masse haben“ gemeinsam mit Arthur McDonald der Nobelpreis für Physik zugesprochen.

## Leben
Kajita studierte an der Universität Saitama (Abschluss 1981) und wurde 1986 an der Universität Tokio promoviert. Seit 1988 ist er am Institut für Kosmische Strahlungsforschung (Institute for Cosmic Ray Research) der Universität Tokio, an der er 1992 Assistenzprofessor und 1999 Professor wurde. 1999 wurde er Direktor des Center for Cosmic Neutrinos am Institute for Cosmic Ray Research (ICRR). Heute ist er am Kavli Institute for Physics and Mathematics of the Universe in Tokio und Direktor des ICRR.
1988 entdeckte er mit dem Kamiokande-Team ein Defizit an Myonneutrinos in atmosphärischen Neutrinos, die sie „atmosphärische Neutrino-Anomalie“ nannten und 1998 auf Neutrinooszillationen zurückführten.

## Ehrungen
- 1987: Asahi-Preis als Teil der Kamiokande-Entwickler
- 1989: Bruno-Rossi-Preis als Teil der Kamiokande-Kollaboration
- 1999: Asahi-Preis als Teil der Superkamiokande-Entwickler
- 1999: Nishina-Preis (gemeinsam mit Kenzo Inoue, Akira Kakuto und Yasunobu Nakamura)
- 2002: Panofsky-Preis (gemeinsam mit Masatoshi Koshiba und Yōji Totsuka)
- 2013: Julius-Wess-Preis
- 2015: Nobelpreis für Physik (gemeinsam mit Arthur McDonald)
- 2015: Kulturorden, Japan
- 2016: Breakthrough Prize in Fundamental Physics
- 2019: Homi Bhabha Medal and Prize for "Outstanding contributions to Cosmic Ray physics including path breaking work in neutrino physics"
- 2019: Auswärtiges Mitglied der Russischen Akademie der Wissenschaften[3]
- 2022: Auswärtiges Mitglied der National Academy of Sciences